# Florian Smits
Pour les articles homonymes, voir Smits.
Florian Smits, né le 16 octobre 1981 à Zaanstad, est un coureur cycliste néerlandais.

## Biographie
En novembre 2018, Florian Smits remporte la première étape du Tour du Faso, sous les couleurs du club Global. Il endosse par la même occasion le premier maillot de leader.

## Palmarès
- 2013
  - 2e étape du Tour du Faso[n 1]
- 2014
  - 2e du Tour de Groningue
- 2018
  - 1re étape du Tour du Faso

## Classements mondiaux
| Année           | 2013 | 2014 | 2015 | 2016 | 2017 |
| --------------- | ---- | ---- | ---- | ---- | ---- |
| UCI Africa Tour | 114e | 123e |      | 229e | 178e |